# Rue Ville-Pépin
 (mars 2016).
La rue Ville-Pépin est une voie de la commune française de Saint-Malo, Ille-et-Vilaine, en Bretagne.

## Situation et accès

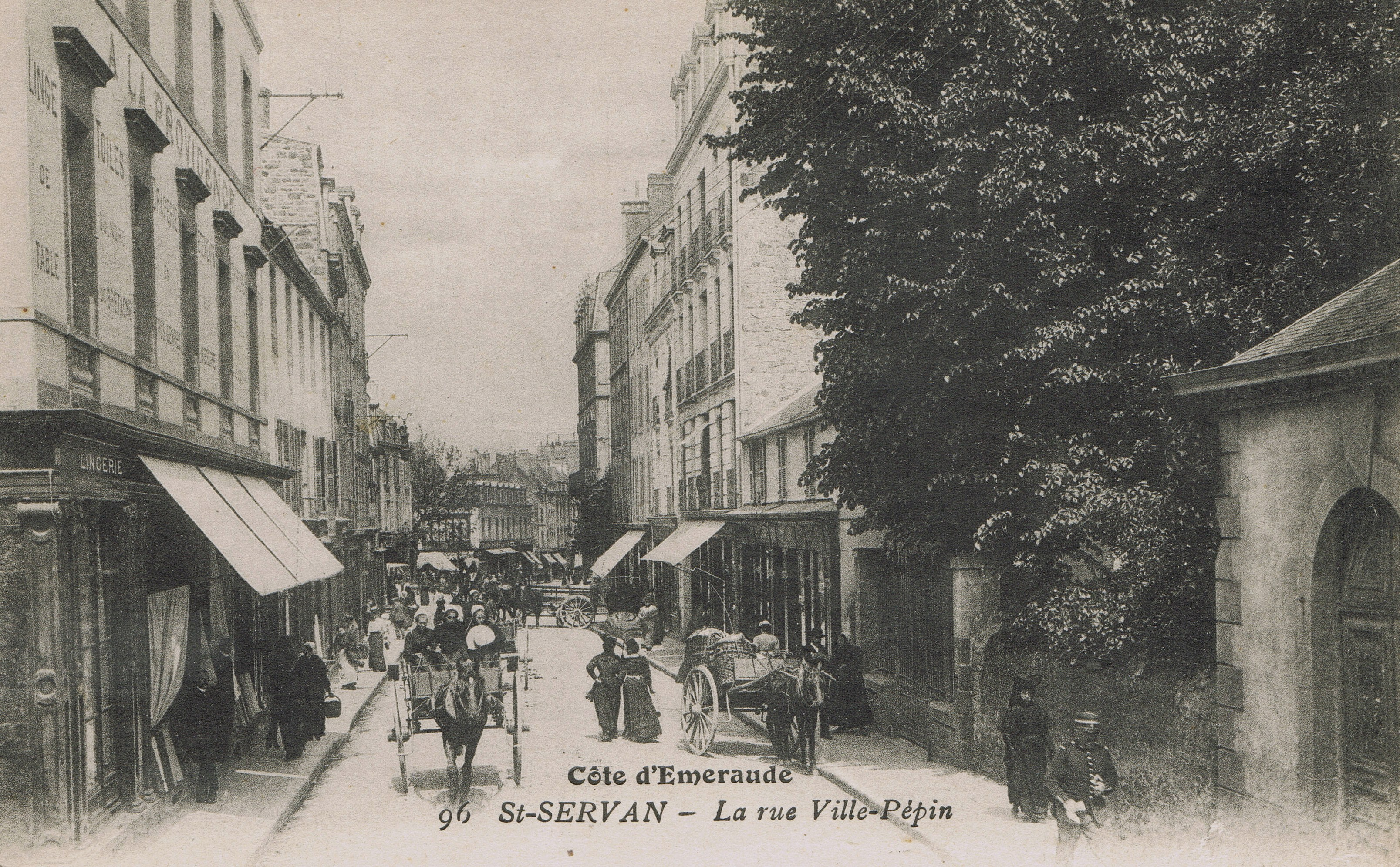
La rue Ville-Pépin, à l'angle de la rue Bel-Air.

Dans la prolongation de la rue Georges-Clemenceau, la rue Ville-Pépin débute Place Bouvet, initie la rue de Bel-air, pour se terminer au début du boulevard Douville. Elle est la rue principale du quartier de Saint-Servan, celle poursuivant la pénétrante venue de Rennes, la route nationale de Saint-Malo à Rennes, et allant à l'intra-muros. De par sa position, elle est aussi la seule véritable artère commerciale de Saint-Servan dès 1840, prolongée par la rue Georges-Clemenceau, longtemps commercialement moins active.

## Origine du nom
La rue Ville-Pépin est appelée en référence à la Ville Pépin, une ancienne et importante ferme servannaise et son vaste terrain situés jadis entre l'emplacement du parc de Bel-Air et l'auberge du Grand-Pélican (n°10-12). La ferme de la Ville-Pépin dépendait du seigneur du Gras-Larron, Pépin, probablement le corsaire Pépin de Belle-Isle. À la Ville-Pépin, exista la briqueterie Dreux.

## Historique
En 1719, la rue n'est qu'un chemin sinueux traversant des champs, autorisant le seul passage d'une charrette, et une portion de la rue Royale avant de prendre le nom de rue de la Roulais. En 1792, elle devient rue de l'Ille. En 1812, le niveau de la rue est relevé.
La création de la rue Ville-Pépin date de l'époque où Saint-Servan était une commune à part entière (1790-1967), avant sa fusion avec sa voisine Saint-Malo. Précisément, la rue est baptisée de son nom actuel le 15 juillet 1820. Antérieurement, la portion de la rue Ville-Pépin située entre la chapelle Saint-Louis et l'actuelle place de la Roulais se nommait « Rue de la Roulais ». Alors, dans les années 1840, la petite ville industrieuse et ouvrière connaît un essor considérable.
Le 7 septembre 1841, le conseil municipal de Saint-Servan vote le percement d'une nouvelle voie pour poursuivre la rue Ville-Pépin vers Rennes : le boulevard Douville.
En raison de la croissance de la ville vers l'est et le sud, la ville connaît alors une transformation radicale de son réseau de voirie dès la seconde moitié du XIXe siècle. En 1844, la rue compte déjà quelques commerces : le boulanger Neveu, les grossistes en alcool Lebrun, Châtellier et Stienne, les drapiers Bazin et Sauveur, les pharmaciens Beatrix et Turmel, le vitrier Soyeux, le sculpteur Mentec, le cordonnier Hervagault, le tailleur Garreau, le libraire Dière, le restaurateur Darihenay, l'épicier Catreau, le luthier Buchenet.
La rue est élargie en 1845.
La plupart des immeubles à l'est de la rue sont édifiés entre 1835 et 1855.
De 1909 au 30 juin 1950, le train à vapeur du T.I.V reliant Rennes à Saint-Malo traverse la rue pavée six fois par jour, avec ses wagons de marchandises et de voyageurs. Son conducteur actionne une cloche tout au long de la traversée de la ville. Le train fait halte à la gare face au cimetière de Lorette, au Mouchoir Vert, place de la Roulais et place Bouvet avant de gagner le casino de Saint-Malo, son terminus.
La rue est réaménagée en 1990.

## Bâtiments remarquables et lieux de mémoire
La rue comporte 98 numéros dont :

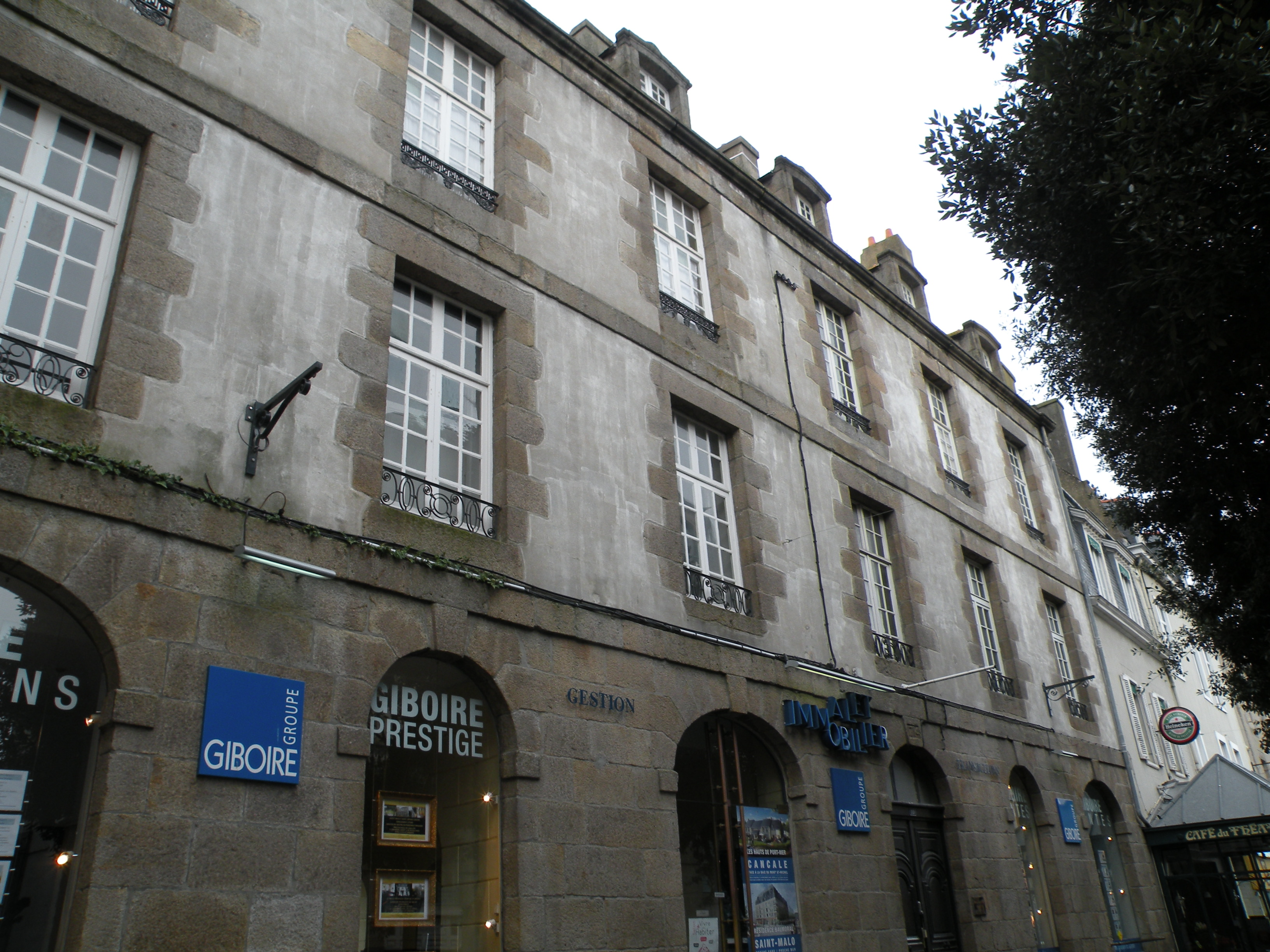
Hôtel du Pélican

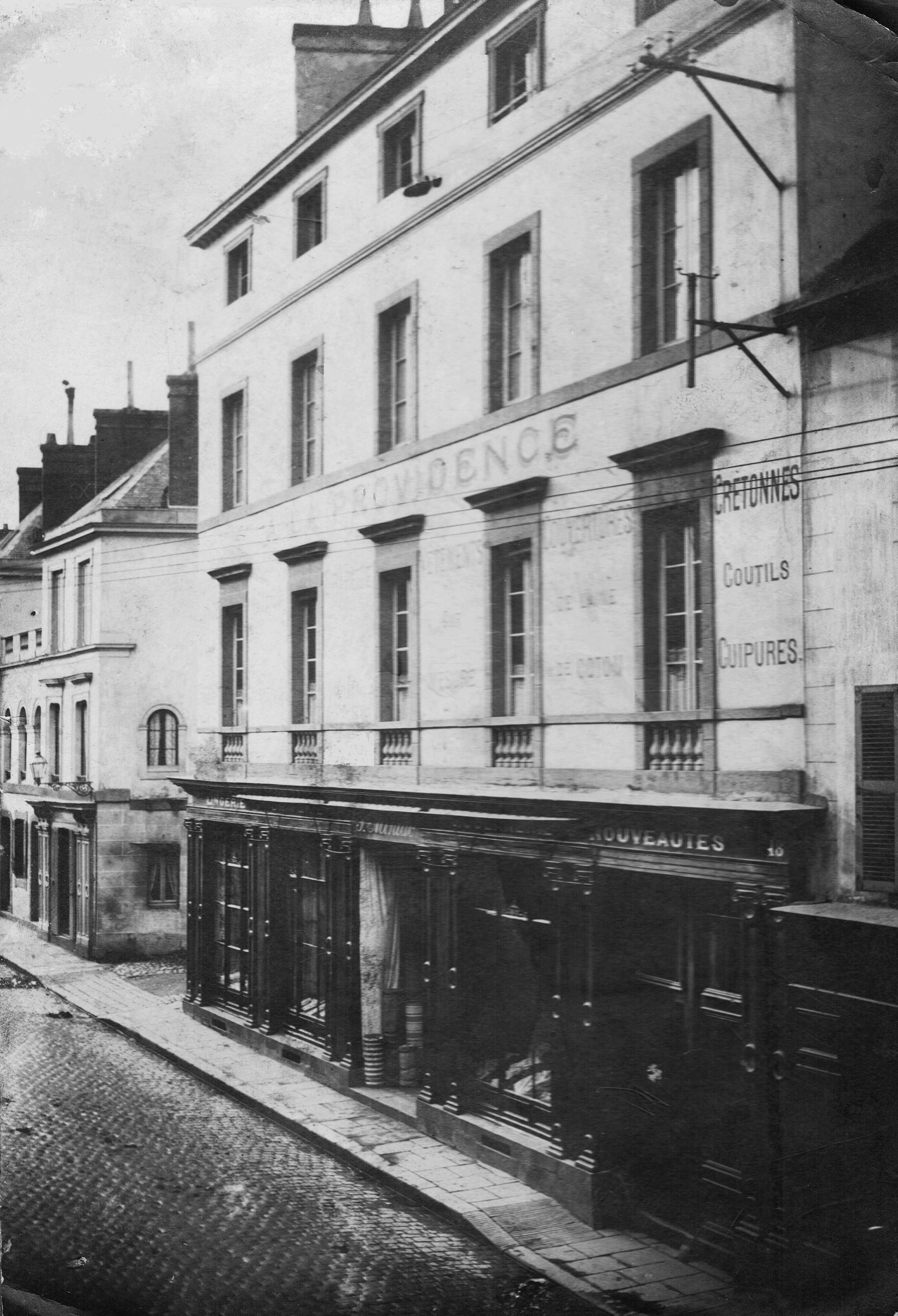
Le n°18, maison Miniac, entre 1899 et 1927.

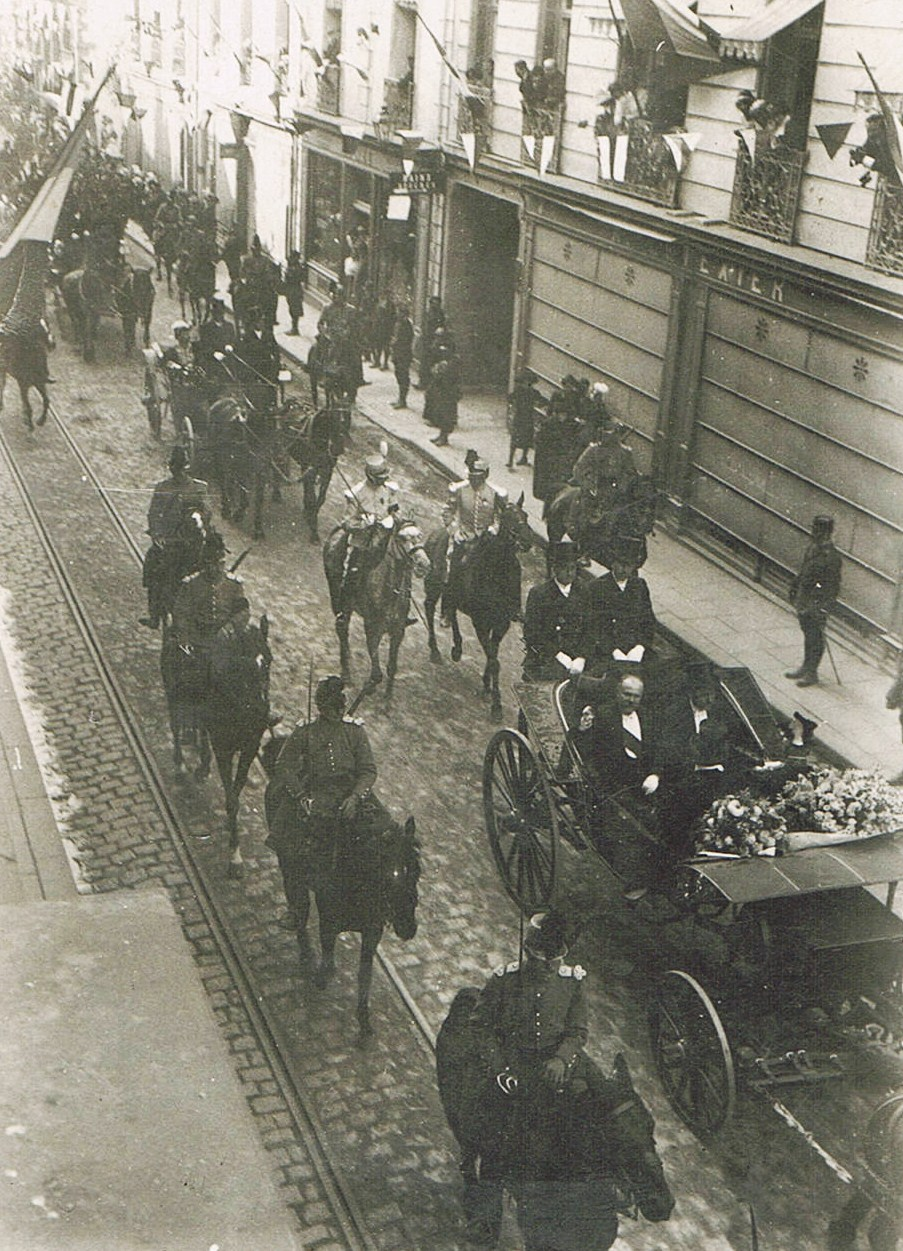
Raymond Poincaré, de passage rue Ville-Pépin le 30 mai 1914.

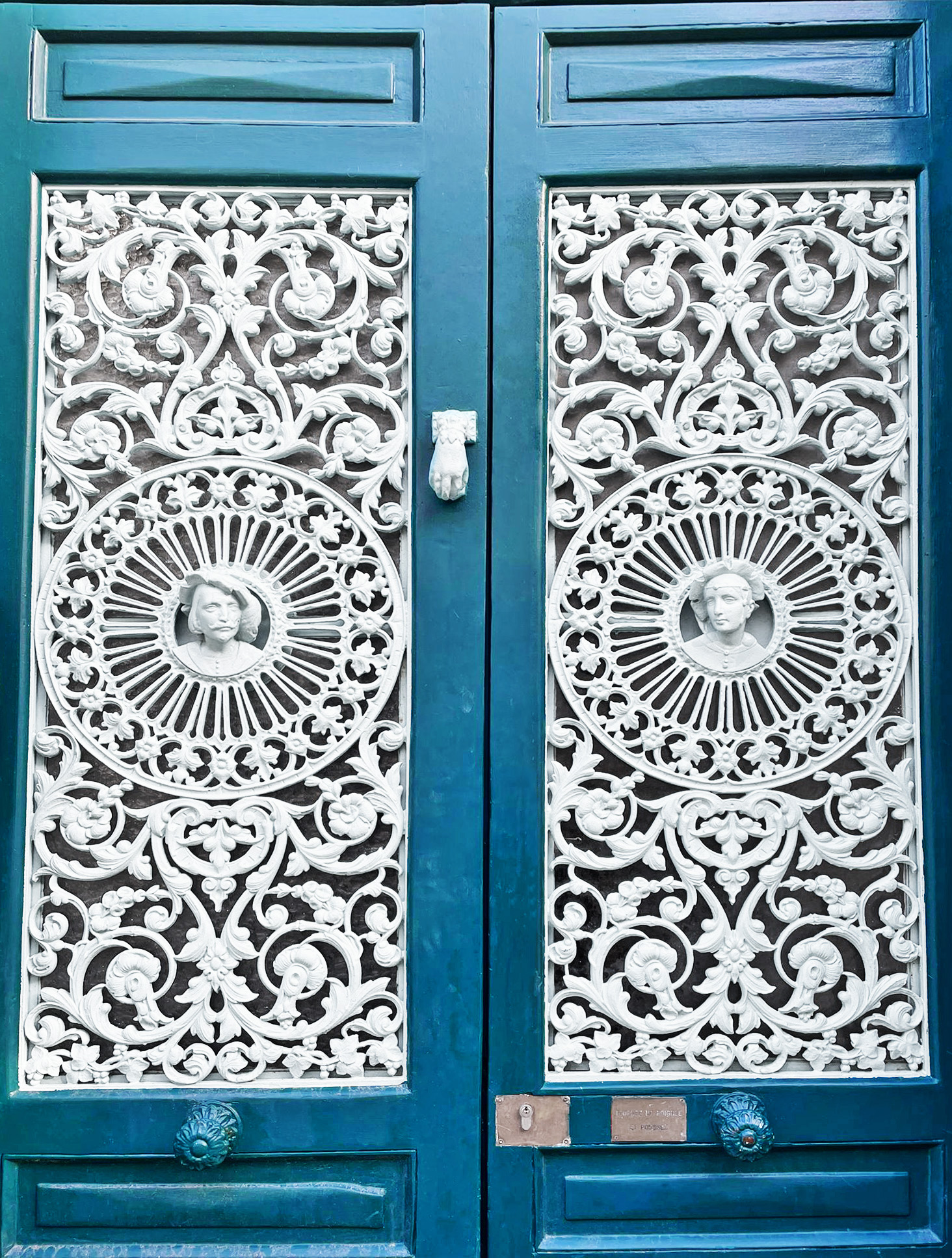
Le n°1, porte, heurtoir en forme de main

- Au no 1 : l'immeuble édifié en 1848 avec des médaillons représentant divers Malouins célèbres est l'œuvre de l'architecte départemental Hippolyte Béziers-Lafosse : Chateaubriand, René Duguay-Trouin, Robert Surcouf, Jacques Cartier ou encore André Désilles. Au rez-de-chaussée, corsetterie en 1914, négociant en vin et spiritueux Guy Avice de Bellevue (1905-1962) à l'enseigne "A Saint-Louis", puis Jean Basset, puis photographe Armand Delhomme. Un des trois fils d'Yves Menguy, le docteur Yves Menguy (1911-1975) y avait son cabinet en 1938.
- Au n° 2 : à l'angle de la place Bouvet. Deux commerces : pharmacie (E. Day, puis J.Boulo, puis Cousin-Pons) et boulangerie (anciennement Béziel, puis Le Floch, puis La Servennaise). En 1931, ouvroir de la Croix-Rouge pour prêt de matériel sanitaire et sacs de maternité.
- Au no 3 : la discrète chapelle paroissiale Saint-Louis, édifiée dès le 22 mars 1612 et achevée en 1613 par les Capucins, branche des Franciscains, sur un terrain appartenant à la seigneurie de Châteauneuf. Il s'agit de l'ancienne chapelle du couvent des Capucins et son ultime reliquat. Temple de l'Être suprême sous la Révolution, tribunal en 1796, puis entrepôt de blé et farine, elle est rendue au culte en septembre 1815 et servira plus tard de chapelle au collège de Saint-Servan. Le couvent des Capucins, fondé en 1613, se situait à l'emplacement actuel du collège et l'ancien hôtel de ville servannais. Le collège de Saint-Servan eut comme élèves l'académicien Louis Duchesne (ancien collège), l'aviateur Marcel Brindejonc des Moulinais, le peintre Fabien Fabiano, le commissaire de police Max Guérineau, le plasticien Jacques Villeglé, l'historien d'art Maurice Rheims, le résistant Pierre Demalvilain ou le président de l'Académie de marine Claude Boquin (1924-2005) et comme professeur le peintre Hyacinthe Lorette.
- Au n° 4 : maroquinerie.
- Au n° 5 : anciennement l'horlogerie-bijouterie Soulas frères, puis le voyagiste Eden Tour.
- Au n°6 : le passage de la Cour du Bon Pasteur. Anciennement alimentation générale Gabriel Dutour.
- Au n°7 : façade de style Art nouveau. Anciennement, boutique d'encadrement des demoiselles Plateau, puis bijouterie Lepage.
- Au n° 8 : Anciennement, Café de la Mairie (Albert Eon), puis Café du Théâtre. Ancien arrêt des cars Pansart (ligne Saint-Malo à Rennes)
- Au n° 9 : anciennement lingerie Mlle Thérèse Monnet, puis parfumerie Beauty success.
- Au n° 9 ter : ancien établissement de bains au fond de l'impasse à gauche avec sa verrière surannée et son inscription hygiéniste Propreté donne santé.
- Au no 10-12 : l'hôtel du Grand Pélican, daté de 1714 au-dessus de la porte d'entrée, appelé au XVIIIe siècle l'auberge du Pélican-Blanc.
Sous la Révolution, la plus importante auberge servannaise au XVIIIe siècle abrita les membres de la conjuration du marquis Armand Tuffin de La Rouërie. L'hôtelier Henry y fut arrêté par l'aventurier Lalligand-Morillon, avec d'autres complices assurant le courrier des princes, entre Saint-Malo et l'Angleterre. Cave taillé dans le roc. Seul le rez-de-chaussée est appareillé. Brasserie attenante installée en 1813, trois puits, ancienne écurie. Il est inscrit au monuments historiques par arrêté du 5 juin 1964[1]. En 1834, c'est le seul édifice existant du côté pair de la rue. Anciennement agence Garreau, puis Giboire.
- Au 11-13 : cadastre 259. Ancienne plaque d'un dentiste, à droite du passage vers les bains. Anciennement, chapellerie de luxe Le Texier, puis téléphonie Bouygues. Entre le 10 et le 12, un escalier extérieur donnant accès aux n° 14 et 16.
- Au n° 14 : commerce faisant angle, anciennement marchand de vêtement Au Bon Petit Diable (J.Pourchasse, G.Maignié, puis Schaffer), puis librairie, puis Thomas Cook. Au n° 14, avant l'angle : torréfacteur Délice des Cafés.
- Au n° 15 : Depuis 1870, l'emplacement est occupé par une bijouterie. Bijouterie des frères Bernard et Donatien Régent après la Libération, puis  magasin L'Heure et le Bijou (Les Besnard) et enfin  bijouterie Bienfait-Lévêque depuis 1995, le n°15 est probablement le plus ancien emplacement commercial de la rue.
- Au n° 16 : vieille mercerie, dont mercerie La Travailleuse (2017-2023), puis restauration.
- Au n° 17 : En 1838, par arrêté préfectoral, y est autorisé une chapelle de culte anglican chez Mme Laroche. Anciennement sur le jardin de la maison Heurteaux. Supérettes successives, Codec, puis Carrefour City.
- Entre le 17 et le 19, passage vers le siège électoral de l'ancien maire René Couanau. Jadis, la maison était une propriété bourgeoise (Heurteaux) dont le jardin occupait l'emplacement des supérettes successives.
- Au 18 : à l'angle nord de l'impasse Ollivrault, ancienne boutique de lingerie féminine A la Châtelaine (Mme Simon), puis agence Serge Dejan (après 1996), puis Secib.
- Au n°19 : anciennement Grand bazar et Nouvelles Galeries (Guitton, puis Lelièvre), puis mercerie  Jeanne-d'Arc (Mme Mercier), puis architecte.
- Au n° 20 : à l'angle sud du passage Ollivrault, sans commerce.
- Au n° 21 (Anciennement n° 11, cadastre 254): maison Lebret. Anciennement chausseur A la Cité d'Aleth (Garnier), banquier Le Guen, Société Générale, chemiserie A la Glaneuse (Denis), boucherie (Louis Lebret, puis Auder).
- Entre le n°21 et le n°23 : rue Godard, chemin de la Ville-Pépin sous l'Ancien Régime. Avant 1913, la poste se situa notamment dans l'Hôtel de la Poste. Le docteur Huet y résidait. Au n°55, exista au XXe siècle l'Etablissement des frères Guillou, trois horticulteurs obtenteurs de geranium, lesquels vendirent leur parcelle de 6 000 m2 pour l'édification d'un ensemble immobilier.
- Au n° 22 : anciennement, également à l'angle sud de l'impasse Ollivrault, Cuirs et Crépins Mentec, puis Sergent Major.
- Au 23 (Anciennement n° 13, cadastre 253) : boulangerie (Chapeau, puis Gaudin, puis Poillong, puis Ficelle et Chocolat) et, au sud, l'ancien tabac journaux Gorge.
- Au n° 24 : anciennement n°14, en 1894, magasin de nouveautés des sœurs Garnier, puis chausseur Au Chat Botté (Marcel Martineau), puis chausseur Mélinda.
- Au 25 : anciennement n° 15. En 1902, librairie religieuse de Mlle Le Coublet (Les anciens n° 15 et 17 appartenaient à la famille Le Coublet jusqu'en 1942), puis maroquinerie Chauvin, puis Au Panier d'Italie et tabac Jean Bart.
- Au n°26 (anciennement n°16, cadastre 671): puits dans le jardin, alimenté par l'un des quatre ruisseaux partant de la colline du Gras-Larron (sémaphore du parc de Bel-Air). Anciens commerces : agence immobilière Hervagault, puis librairie Les Heures Claires (Jourdain), aujourd'hui Blot Immobilier.
- Au 27 : ancienne alimentation générale André Brizard, puis tabac presse. Important décor de stuc et puits dans la cour. Dans le passage Solidor, divers commerces.
- Au no 28 (anciennement n°18, cadastre 669) : immeuble daté de 1842 et porche menant au 28 bis (8, 10 et 12 rue de Bel-Air). Dans la cour : bas-relief et son inscription gravée de Louis Duchesne : « Malouins, vos ancêtres ont été des lions, ne soyez pas des veaux. », pavés dédiés à cinq marins du XIXe siècle, dont Jacques Duchesne, père de Louis Duchesne. Escalier d'origine de charpentiers de marine originaires du Jura : les Toinard. Jusqu'en 1881, la veuve Lemarquand et enfants possèdent l'immeuble, alors au 14 de la rue. Pierre Brindejont[2] (1812-1888), charpentier ayant fait fortune au Mexique, acquiert l'immeuble en février 1881. Jusqu'en octobre 1899, l'immeuble du 28 appartenait au couple Brindejont-Offenbach dont l'épouse, Marie Offenbach dite Pépita (1855-1925), était la fille du compositeur Jacques Offenbach et dont l'époux, le richissime capitaine Prosper Brindejont (1847-1920), fut maire d'Etretat (1892-1898) et possédait l'actuel 37 place Constantine. A noter qu'en 1901, un fabricant d'eau gazeuse, Corbe, est établi au 28. Chronologie des commerces du 28 : en 1896, quatre commerces simultanément (Un commerce indéterminé à l'extrême gauche, le coiffeur Letoffe à gauche, le multi-services Chapu au centre et le chausseur John Gregory Stevens à droite), puis sur l'emplacement de trois des quatre précédents magasins :  les tissus "À la Providence" (Paul, puis Louis Miniac, puis Marie Miniac, 1899-1954), tissus Dubois-Barbotin (1954-1980), agence immobilière Jean-Jacques Quiniou et compagnie (1980-1986), agence immobilière Serge Dejan (1986-1996), Banque Populaire de l'Ouest (1996-2007), opticien Stéphane Petit (Atol Les Opticiens(2007), puis Grand Optical (2008-...). Jadis, un petit commerce (teinturerie, puis fleuriste Guillou, et finalement lingerie féminine) existait à l'angle de la rue de Bel-Air, puis avait été incorporé aux agences immobilières dans les années 1980. Avant la création de la rue de Bel-Air, la pension de famille Le Petit-Belair (tenue par Mlles Divet et Clouard. Aujourd'hui, 14 rue de Bel-Air) avait pour adresse le 28 de la rue Ville-Pépin sous le porche duquel ses résidents avaient droit de passage. La réfugiée de Tourcoing, Marie Ventichelen, 45 ans, résida au 18 en 1915 après un transit par Evian. Le général Alfred Coupillaud résida au 18 avec son épouse Clotilde et leur domestique ; c'est à son domicile du deuxième étage qu'il meurt le 28 septembre 1925. Au premier étage, une étude huissier exista : celle de Me Lebâtard en 1940,  puis celle de Me Gustave Garreau après-guerre. Puis Maurice Guillou, obtenteur de géranium, y résida au troisième étage.
- Entre le no 28 et le no 30 : l'ancienne impasse de Bel-Air, aujourd'hui rue de Bel-Air, nommée ainsi en 1969 et menant à la Cour Bel-Air et au parc éponyme, public depuis Pâques 1945, après l'endommagement de la gentilhommière durant la guerre. Cette rue de Bel Air fut créé postérieurement à la création de la rue Ville-Pépin. Antérieurement, c'était un chemin privé menant à la cour d'une vaste propriété sise à l'emplacement actuel du parc municipal, une Malouinière construite au XVIIIe siècle : Belair. Initialement propriété du médecin et maire Jean Louis Moras, époux de la fille de l'armateur de Pleurtuit Benjamin Dubois, elle fut transmise par l'une de ses filles, à l'armateur malouin François Lemoine et leur descendance. Au sommet du parc, un sémaphore et sa promenade, situé à l'emplacement du moulin du Gras Larron. Pour le naturaliste Georges-Louis Leclerc de Buffon, la vue embrasée depuis ce point de vue était l'une des plus belles d'Europe.
- Au n° 29 : anciennement n° 19, à l'angle de la rue Bougainville, ancienne épicerie fine Raoul Barbotin, puis MMA et LCL.
- Au n° 30 : anciennement n° 20, à l'angle de la rue Bel-Air, école Sainte-Croix Sainte-Agnès.
- Au n° 31 : anciennement n° 21, à l'angle de la rue Bougainville, pharmacie (Lablanchetière, Barbot en 1902, Lenormand, puis Guillou, puis Lépinard et Lemée).
- Au n° 32 (anciennement n° 22) : ancienne agence de la Société Générale, puis BPO (également au 30 bis). En 1915, au n° 22, magasin de vente de diverses confections au profit des réfugiés français et belges. Tailleur Jean Maigne.
- Au n° 33 : Caisse d'Épargne.
- Au n° 34 (en 1913) : ancien commerce de porcelaine ouvert en 1842 (Marboeuf), puis CMB.
- Au n° 36 : anciennement n°26, l'hôtel des Postes (daté de 1913). En 1902, le magasin de porcelaine de la veuve Maurice Colas(née Marie Duchesne en 1835, sœur de l'académicien Louis Duchesne) est au 26.
- Au n° 37 : (anciennement n °29) ancienne graineterie Francis Desquesse, puis Jardins de Malou.
- Au n°39 : anciennement n° 31, coutellerie Charpentier en 1902.
- Au n° 40 : à l'angle nord du boulevard Gouazon, anciennement confection Dubois, puis confection de luxe (Yolande Renaud), puis Smokeo.
- Au n° 41 (anciennement n° 33) : Avant la guerre, vivait ici le jeune Armand Pasquet (1924-1944), Résistant FTP du maquis Broualan qui fut abattu le 7 juillet 1944 à Saint-Rémy-du-Plain.
- Au n° 42 : à l'angle sud du boulevard Gouazon, tapissier Parlan frères (également au n° 37 de la rue).
- Au n° 43 : anciennement n° 35, la bijouterie Charles Charpentier jusqu'en 1905. La famille Régent, auparavant bijoutier rennais, y réside dès 1906.
- Au n° 46 : anciennement magasin de tissu Dubois.
- Au n° 48 : anciennement n°38, à l'angle sud du boulevard Gouazon, étude du notaire Charles Roquet, maroquinerie Gervin, agent de change G. Pitois.
- Au n° 49 : anciennement n° 41, à l'angle nord de la rue du pilote Hardouin, boucherie Roger Ferrand.
- Au n° 50 : un très bel immeuble bourgeois du 19e. Le seul de la rue à avoir une façade de bois massif, travaillée sur deux étages. Au dessus, la façade bien proportionnée accueille des balcons en fer forgé et les encadrements de fenêtres laissent apparaître de belles volutes. Commerces : anciennement tailleur (P. Colin, puis Jules Quédillac, puis Santamaria), boutique de chocolats De Neuville.
- Au n° 51 : anciennement n° 43, à l'angle nord de la rue du pilote Hardouin.
- Au n° 52 : anciennement étude du notaire (Copal, puis Herviaux).
- Au n° 53 : anciennement n°45, à l'angle sud de la rue du pilote Hardouin, installé vers 1910, tailleur pour dames Vonck-Le Guen, puis le tailleur anglais Alfred Henry, puis le chemisier de Mme Tricot-Delaunay, puis pharmacie Barbotin, puis La Vie Claire.
- Au n° 54 : anciennement antiquaire Jules Durand.
- Au n° 53 : anciennement n° 45, chaudronnier et fabricant d'appareil d'éclairage acétylène Joseph Tual.
- Au n° 55 : anciennement 47, résidence de la générale Coupillaud dès 1930, bourrelerie J. Chenu, puis Huault.
- Au n° 56 : anciennement, épicerie Tual.
- Au n° 59 : anciennement n° 51, épicerie et jouets Rondel.
- Au n° 65 : anciennement n° 57, épicerie et chaussures (le marchand de sabots Victor Trochon, puis Mme Rousselin).
- Au n° 66 : anciennement boulangerie Eon, puis Afflelou.
- Au n° 67 : anciennement n°59, deux commerces : cordonnerie (Beaulieu, puis Mainguené, puis Bruno Legallois depuis 1994) qui jouxtait la boutique des machines à coudre Singer, aujourd'hui agence de voyages.
- Au n° 69 : anciennement n° 61, dernier numéro impair avant la place de la Roulais, boulangerie A la Biscotte Servannaise (Paul Trottin, puis Cochet) et Breizh Food.
- Au n° 71 : anciennement n° 63, à l'angle de la place de la Roulais, vin et spiritueux Edouard Lerquemain.
- Au n° 72 : anciennement graineterie Leparoux.
- Au n° 73 : anciennement, siège du Vélo Club Servannais, organisateur du Circuit de la Côte d'Emeraude. Anciennement boulangerie Guéguen.
- Au n° 74 : anciennement boucherie Henri Saget.
- Au n° 76 : dernier numéro pair avant la place Leclerc, anciennement alimentation Poidevin, puis agence Avis.
- Au 83 : anciennement n° 75, résidence de Hamonet, directeur de la Pêche au Banc. Anciennement, garage Busnel, puis garage de l'Arrivée entre la menuiserie Roger et l'hôtel-restaurant de l'Arrivée.

### Faits remarquables
- Le peintre Jean-Baptiste Corot a peint la voisine place de la Roulais comme deux bucoliques paysages servannais avec la tour Solidor, lors d'un voyage en Bretagne vers 1860, en compagnie du peintre Louis-Jules Étex.
- Le 15 août 1901, tentative d'assassinat du chausseur Besret par son ouvrier cordonnier Auguste Maison. Le forcené est arrêté par le commissaire de police Bobier et incarcéré, selon Le Petit Parisien.
- En 1906, pour un vol au magasin de Paul Miniac, le jeune Pierre Trotin, du Minihic-sur-Rance, écope de la maison de correction jusqu'à sa majorité.
- Le 17 juin 1912, lors du recrépissage de la maison Miniac, la chute de six mètres d'un jeune maçon de Plémet, Mathurin Pichonnet, le blesse grièvement. Finalement rétabli, il meurt sur le front le 14 février 1918.
- Après avoir débarqué à la cale Solidor et passé en revue des vétérans de la guerre de 1870 à l'hôtel de ville où le conseil municipal lui est présenté, le président de la République Raymond Poincaré passe rue Ville-Pépin, place Carnot et rue Letailleur lors de sa visite servannaise du 30 mai 1914, avant de réembarquer à la cale Solidor pour Dinard.
- Le 28 septembre 1934, en haut de la rue,l'avocat monarchiste parisien Jacques Renouvin soufflette le député-maire Guy La Chambre au nom de la répression du 6 février 1934, prélude au court duel qui les oppose à l'hippodrome de Marville. (http://enenvor.fr/eeo_actu/entredeuxguerres/guy_la_chambre_et_jacques_renouvin_duel_pour_l_honneur_a_saint_malo.html)
- Le colonel et mémorialiste Chaland de la Guillanche, auteur du Mémoires du Capitaine Bertand, le général et écrivain Alfred Coupillaud, l'avocat général à la cour de cassation Edmond Miniac et son frère l'architecte Alexandre Miniac (1885-1963), architecte de l'hôtel-de-ville d'Albert, (Somme) résidèrent dans la rue.
- Le train du T.I.V passait dans la rue, sur le côté pair de la chaussée, après avoir changé de côté à la Roulais.
- Sous l'Occupation, une demoiselle Plateau présenta dans la vitrine de son magasin d'encadrement le portait de François Darlan accompagné de la mention "Vendu". Elle fut inquiétée pour ce fait.
- À la Libération, en août 1944, l'américain Criminal Investigation Corps (CIC) est installé dans des bureaux au-dessus de la pharmacie Guillou, à l'angle de l'actuelle rue Bougainville.